# KRI Nanggala
A KRI Nanggala (402) az indonéz haditengerészet egyik Cakra-osztályhoz tartozó dízel-elektromos hajtású tengeralattjárója volt, egyetlen testvérhajója az osztály névadó egysége, a KRI Cakra. Az osztály a német 209-osztályú tengeralattjárók (U-Boot-Klasse 209) egyik változata. Az 1981-ben szolgálatba állított tengeralattjáró 2021. április 21-én Bali szigetétől északra eltűnt torpedókilövési gyakorlat közben. Három nappal később találták meg a roncsát 850 méteres mélységben. Legénységének 53 tagjával veszett oda.

## Nevének eredete

Jelvénye

A tengeralattjáró Nanggala, a wayang bábszínházak egyik visszatérő mitológiai alakjának, Prabu Baladewának isteni és nagy erejű rövid lándzsája után kapta a nevét. Prabu Baladewa Krisna bátyja és a fegyvere látható volt a tengeralattjáró jelvényén is.
A tengeralattjárót Nanggala II néven is szokták említeni megkülönböztetésül egy 1959 és 1972 között az indonéz flottánál szolgálatban lévő, szovjet gyártmányú 613-as tervszámú tengeralattjárótól (NATO-kód: Whiskey-osztály), melynek jelölése RI Nanggala (S-02) volt.

## Építése
A Nanggala megrendelésére 1977. április 2-án került sor és megépítésére a nyugatnémet kormányzat Indonéziának adott 625 millió dolláros kölcsönének keretében nyílt lehetőség, mely keretből 100 millió dollárt a két Cakra-osztályú tengeralattjáróra költöttek. A tengeralattjárót az Ingenieurkontor Lübeck tervezte, a Howaldtswerke-Deutsche Werft építette meg Kielben és az esseni Ferrostaal adta el. E nyugatnémet vállalatok a megrendelés teljesítésére egy konzorciumot hoztak létre. Gerincét 1978 márciusában fektették le, az elkészült hajótestét 1980-bn bocsátották vízre és 1981. július 6-ra készült el teljesen.

## Szolgálata

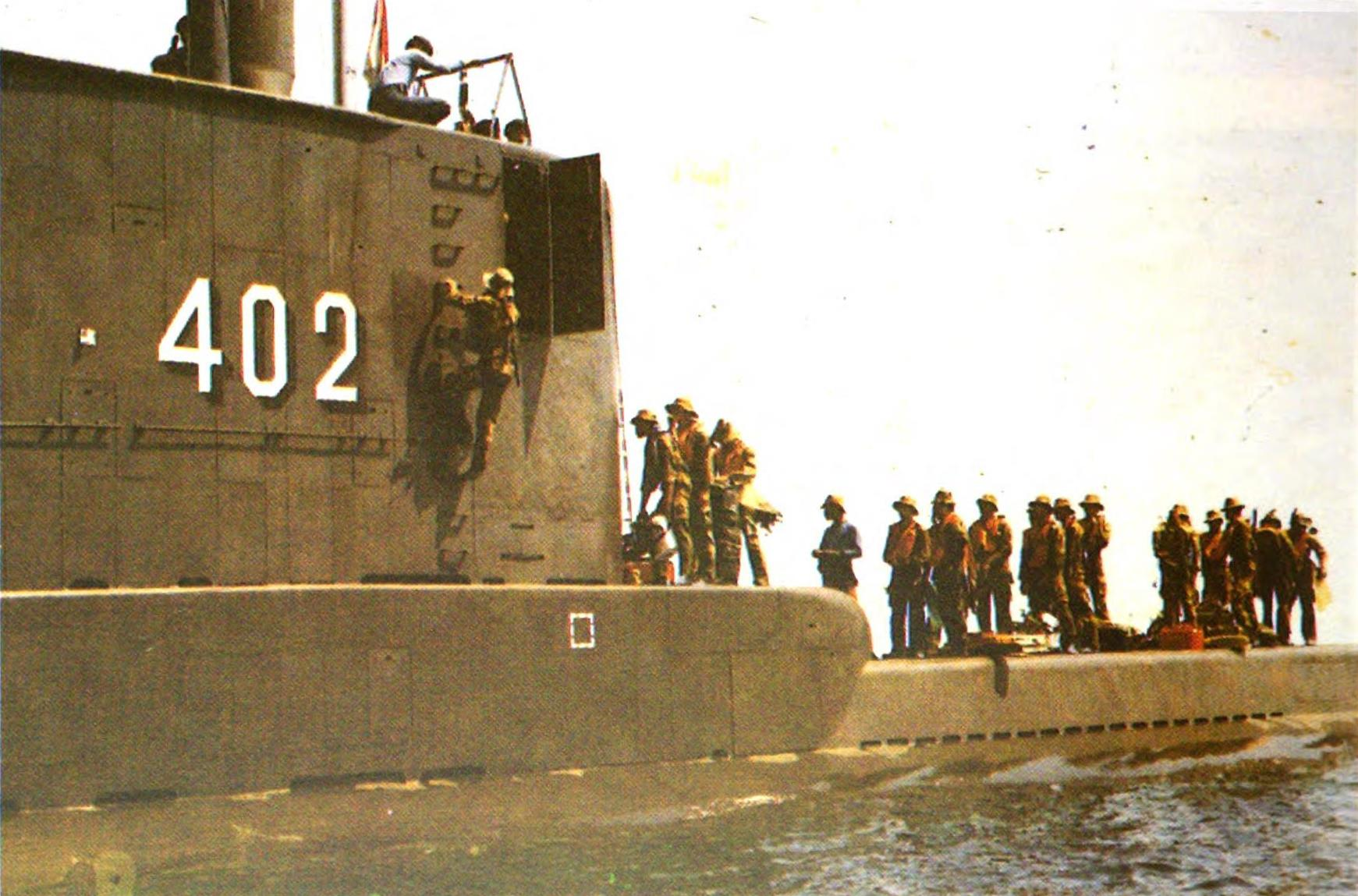
Gyakorlaton 1992-ben

A Nanggala bemutatására az Indonéz Nemzeti Fegyveres Erők megalapításának 36. évfordulóján, 1981. október 5-én került sor és 16 nappal később állították szolgálatba. A Pasopati 1994-es szolgálatból való kivonása után és a Nagapasa 2017-es szolgálatba állítása közötti bő két évtizedes időszakban a Cakra és a Nanggala révén Indonézia mindössze két tengeralattjáróval rendelkezett.
Résztvevője volt a Cooperation Afloat Readiness and Training (CARAT) tengeri hadgyakorlatoknak 2002-ben és 2015-ben. 2004-ben részt vett az Indiai-óceánon megtartott Joint Marine Operations Exercise hadgyakorlaton, melynek során elsüllyesztette az indonéz haditengerészet állományából kivont Rakata hadihajót. 2012-ben elhaladó gyakorlatot (passing exercise) hajtott végre az amerikai Oklahoma tengeralattjáróval. E gyakorlaton részt vett a szintén indonéz Diponegoro hadihajó és egy Bölkow-Blohm helikopter.
Pályafutása során hírszerzési bevetéseken vett részt az Indonézia körüli vizeken. 1992 április-májusa folyamán Indiai-óceánon, 1999 augusztusa és októbere között hajtott végre ilyen feladatokat, utóbbi alkalommal az International Force East Timor hadmozdulatait figyelte meg, mikor az a régióban partraszálló műveleteket hajtott végre. 2005 májusa folyamán a feladata felderítés, beszivárgás és stratégiai célpontok levadászása volt Ambalat körül, miután az indonéz Tedong Naga és a maláj Rencong hadihajók belekeveredtek egy kisebb összeütközésbe a térségben.

## Modernizációi

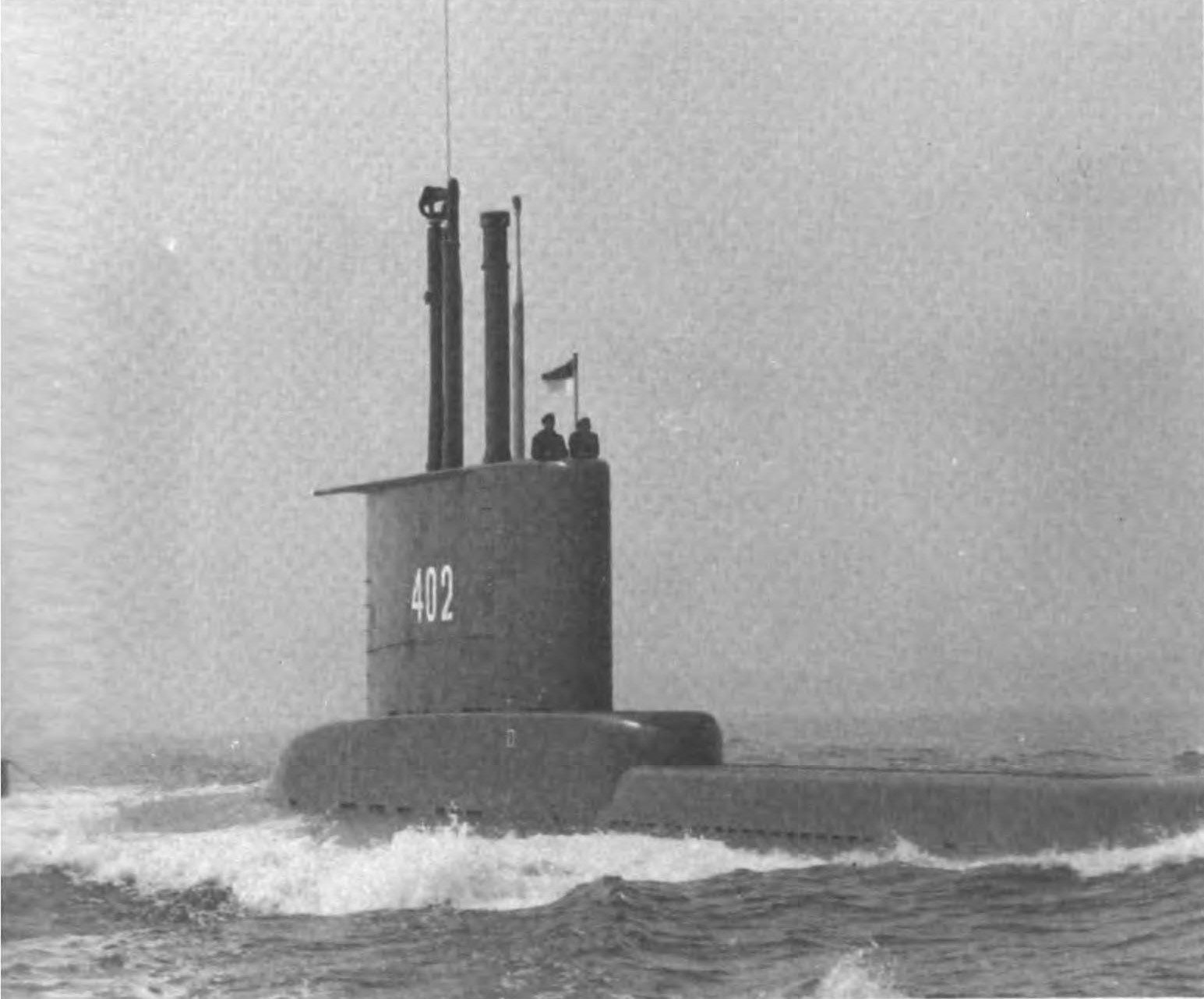
A tengeralattjáró még a 2012-es felújítása előtt

A Nanggalát 1989-ben a kieli Howaldtswerke modernizálta első ízben. 1997 októbere és 1999 júniusa között Szurabaján az akkumulátorait cserélték ki és felszerelték egy Sinbads tűzvezető rendszerrel. 2010-től dél-koreai Daewoo Shipbuilding & Marine Engineering (DSME) vállalat két éven át tartó munkálatok során átfogóan modernizálta és 2012 februárjában adta át az indonéz haditengerészetnek. A 63,7 millió dollárba kerülő modernizáció során a felépítményének nagy részét lecserélték és modernebb fegyverzetet, szonárt, radart, harcvezető- és meghajtórendszert kapott. A felújítás révén a Nanggala képessé vált négy torpedó egyidejű kilövésére különböző célpontok ellen valamint UGM–84 Harpoon és Exocet hadihajók elleni robotrepülőgépek indítására. A maximális merülési mélysége 257 méterre nőtt. A víz alatti sebessége az eddigi 21,5 csomóról 25 csomóra nőtt. 2016-ban egy a török ASELSAN által gyártott Echolettel szerelték fel.

## Eltűnése

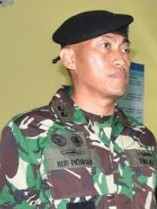
Utolsó parancsnoka,
Heri Oktavian korvettkapitány

A Nanggalának 2021. április 21-én helyi idő szerint 03:00-kor leadott utolsó rádióüzenete után nyoma veszett nagyjából 95 km távolságra északra Bali szigetétől. Öt órával később eltűntnek nyilvánították a  fedélzetén lévő 53 fős legénységgel együtt. Az eset egy torpedóindítási gyakorlat közben történt és egy éles torpedót kellett kilőnie, mielőtt megszakadt vele a kapcsolat. A tengeralattjáró 03:00-kor küldött utolsó üzenetében engedélyt kért a torpedó kilövésére. Egy órával azután, hogy az engedélyt erre megkapta, a tengeralattjáró elveszítette a kapcsolatot a felszíni hajókkal.
Az indonéz haditengerészet közlése szerint a Nanggalának 04:00 körül kellett elárasztania a torpedóvető csöveit kilövéshez. Az utolsó kommunikációs kapcsolatfelvétel 04:25-kor történt a Nanggalával, mikor a gyakorlatozó különítmény parancsnoka engedélyt adott a tengeralattjárónak a 8-as számú torpedóvető csőből való torpedóindításra. A jelentések szerint a tengeralattjáró a gyakorlat során egy éles és egy gyakorló torpedót lőtt ki, mielőtt megszakadt vele a kapcsolat. Az indonéz haditengerészet 09:37-kor jelentette a Nemzetközi Terngeralattjárómentési Összekötő Hivatalnak (International Submarine Escape and Rescue Liaison Office) a Nanggala eltűnését és valószínű elsüllyedését. Az ekkori feltételezések szerint áramkimaradása lehetett mielőtt 600-700 m mélyre süllyedt. A hajótest ugyanakkor csak 500 méterig bírta volna ki a nyomást.
Eltűnésekor összesen 53 fő volt a Nanggala fedélzetén, a parancsnok és a legénység 49 tagján felül még volt rajta három fegyverspecialista is. A legmagasabb rangú személy Harry Setyawan ezredes, a 2. flottaparancsnokság tengeralattjáró-egységének parancsnoka. A tengeralattjáró parancsnokán, Heri Oktavian korvettkapitányon kívül még egy magas beosztású tiszt tartózkodott a fedélzeten a haditengerészet fegyver- és elektronikai részlegétől.
Április 22-én az indonéz haditengerészetnél úgy számították, hogy a tengeralattjárón három napig tarthat ki az oxigén a víz alatt a teljes legénység számára és április 24-én 03:00 körül fogyhat el. A haditengerészettől származó források arról adtak hírt, hogy a Nanggala víz alatti telefonja nem működött a hadgyakorlat alatt, ami megakadályozta volna a kommunikációt közte és a mentőhajók között.

## Felkutatása
Április 22-re 21 felszíni hadihajóját, 3 tengeralattjáróját és 5 repülőgép vett már részt a keresésben. A többieknél jóval erősebb szonárral rendelkező Rigel oceanológiai kutatóhajó érkezését április 23-ra várták a térségbe. A nemzeti rendőrség négy távirányítású tengeralattjáróval (ROV-okkal) és szonárral felszerelt járművét is bevonták a keresésbe. A tengeralattjáró felkutatásához számos ország ajánlott fel segítséget, Ausztrália, Szingapúr, Malajzia és India hajókat, az Egyesült Államok egy P-8 Poseidon típusú repülőgépet küldött a térségbe.
Április 21-én 07:00 körül egy keresőhelikopter egy olajfoltot észlelt abban a körzetben, melyben a tengeralattjáró a vele még fennálló kommunikációs kapcsolat során tartózkodott.
Április 24-én a legutóbbi ismert tartózkodási helyének körzetében a tengeralattjáróról származó törmeléket – torpedóvető cső részeit, hűtőcsövek szigetelőanyagát, egy periszkóphoz való kenőanyagot tartalmazó palackot és imaszőnyegeket – találtak a vízfelszínen, ami után az indonéz haditengerészet elsüllyedtté nyilvánította a tengeralattjárót. A tengerfenék elektromos műszerekkel (szonárral) való pásztázása másnap kimutatta, hogy a hajótest 850 méteres mélységben található. Vélhetőleg a süllyedőben lévő tengeralattjáró hajóteste már 500 méteres mélységnél összeroppant.
Az első szonárral a tengerfenéken végzett vizsgálatok kimutattak egy hajóroncsot, de ezek még viszonylag pontatlan felvételek voltak. Április 25-re a fejlettebb szonárral és magnetométerrel rendelkező Rigel is átvizsgálta a tengerfeneket és a tengeralattjáró több alkatrészét is azonosítani tudta. A szingapúri Swift Rescue mentőhajó távirányítású tengeralattjárójának felvételei alapján a tengeralattjáró három darabra tört és 838 m mélyen található.
Az 53 fős legénység elvesztése a legnagyobb emberveszteség egy tengeralattjárón a kínai Csangcseng 361 2003 áprilisi tragédiája óta.

## Elvesztésének lehetséges okai
A haditengerészet közleménye szerint a Nanggala elvesztését áramkimaradás okozhatta. A róla származó törmelék megtalálása utáni bejelentés szerint a tengeralattjáró inkább darabokra törhetett, minthogy felrobbant volna, mivel utóbbit érzékelték volna a szonárok. Egy parlamenti képviselő, volt katonatiszt  feltételezése szerint a dél-koreai felújítását nem megfelelően végezhették el és ez játszhatott közre a tragédiában. A képviselő felhívta arra is a figyelmet, hogy a felújítás utáni torpedó kilövési teszt nem volt sikeres és ekkor három ember veszítette életét. A haditengerészet erre úgy reagált, hogy a tengeralattjáró harckész állapotban volt, megvoltak a tanúsítványai és számos sikeres torpedóindítása volt már a felújítása óta.
A tengeralattjáró elvesztése felhívta a figyelmet Indonézia kiöregedett fegyverrendszereire, ami politikai vitákat szült. Ugyanakkor a Nanggala egykori gépteremfőnöke, az ellentengernagyi rangban a haditengerészetet elhagyó és azóta parlamenti képviselővé lett Frans Wuwung szerint az elsüllyedése nem áll összefüggésben az életkorával és kérte, hogy a tragédiát ne tereljék a fegyverzet korszerűsítésének ügyének irányába.

## Fordítás
- Ez a szócikk részben vagy egészben  a   KRI Nanggala (402) című angol Wikipédia-szócikk ezen változatának fordításán alapul.  Az eredeti cikk szerkesztőit annak laptörténete sorolja fel. Ez a jelzés csupán a megfogalmazás eredetét és a szerzői jogokat jelzi, nem szolgál a cikkben szereplő információk forrásmegjelöléseként.
- Ez a szócikk részben vagy egészben  a   Nanggala című német Wikipédia-szócikk ezen változatának fordításán alapul.  Az eredeti cikk szerkesztőit annak laptörténete sorolja fel. Ez a jelzés csupán a megfogalmazás eredetét és a szerzői jogokat jelzi, nem szolgál a cikkben szereplő információk forrásmegjelöléseként.

## Lásd még
- ARA San Juan
- K–141 Kurszk